# Kaihime
Dame Kai (甲斐姫, Kai-hime, « hime » signifie dame, princesse, femme de famille noble), née en 1572 et morte vers 1614/1615, est une guerrière japonaise semi-légendaire du XVIe siècle.

## Biographie
Kaihime est la fille de Narita Ujinaga, serviteur du clan Go-Hōjō dans la région de Kantō. Elle est reconnue comme la femme légendaire qui aida son père à défendre le château d'Oshi contre l'armée de Toyotomi Hideyoshi à l'époque du siège d'Odawara. Surtout connue pour sa bravoure et sa beauté, les historiens modernes ignorent toujours si elle a réellement accompli les actes qu'on lui attribue car il est fort probable qu'un grand nombre de ses exploits proviennent de romans historiques contemporains ou du folklore de l'époque d'Edo.
En juin 1590, Ishida Mitsunari mène une armée de 20 000 hommes contre le château d'Oshi. Par manque de préparation et d'anticipation, son armée est détruite par une attaque d'eau. Dame Kai se serait alors portée volontaire pour mettre en déroute les guerriers restants. Elle enfila son armure et chevaucha avec une troupe de 200 hommes. Lorsqu'Ishida reçut des renforts de Sanada Masayuki, Sanada Nobushige et Asano Nagamasa, elle aurait tué Miyage Takashigen, un serviteur des Sanada. Lorsque le château d'Odawara se rendit, son père choisit également la reddition dans l'espoir que cela mettrait fin au conflit. 
Elle et son père reçoivent ensuite la protection de Gamō Ujisato pendant une période. Alors que son père était sorti, une rébellion interne aurait éclaté, menée par Hamada Shugen et son frère cadet (les chroniques historiques suggèrent que la révolte est en fait déclenchée par les frères de son père) et la belle-mère de Kai aurait été tuée durant l'incident. Dès qu'elle apprit la nouvelle de l'apparition de troubles, Kai dégaina son épée et combattit les rebelles. Elle tua l'instigateur et deux de ses complices, ce qui mit rapidement fin au combat. Hideyoshi entendit parler de sa bravoure et elle devint l'une de ses concubines. Grâce à cela, son père devint l'un des généraux les plus proches de Hideyoshi. Il reçut le château de Karasuyama et 20 000 koku.
Plus tard, à la fin de la campagne du siège d'Osaka, elle aurait fui avec la fille de Hideyoshi, Nāhime, et une de ses concubines. Les trois femmes devinrent nonnes au Tōkei-ji.

## Dans la culture populaire
Kaihime apparait dans le jeu vidéo Samurai Warriors 3 de Koei, où son arme est une épée-fouet, et dans le jeu vidéo Takeda 3, en tant que général nommé Narita Kaihime. Elle apparait également dans le jeu vidéo de cartes à jouer Sengoku Efuda-yugi: Hotogisu Ran d'Irem. Elle est un personnage jouable dans Pokémon Conquest (Pokémon + Nobunaga's Ambition au Japon), avec pour pokémon partenaires Darumaka et Darmanitan. La lutteuse professionnelle Hiroyo Matsumoto (en) incarne Kaihime pendant la promotion de la Dramatic Dream Team le 10 février 2013.